# Pieve dei Santi Ippolito e Cassiano (Retina)
La pieve dei Santi Ippolito e Cassiano a Retina, oggi chiesa dei Cappuccini, è un edificio di culto cattolico che si trova in località Pieve a Retina, a Castiglion Fiorentino.

## Storia e descrizione
Nell'area sono state individuate quattro fasi insediative: la prima si riferisce a un edificio termale di età romana; la seconda a una piccola chiesa di età altomedievale; la terza alla chiesa romanica; la quarta è segnata dalla costruzione di un edificio rinascimentale. L'impianto della struttura romanica è del tipo basilicale, a tre navate divise in origine da pilastri (le attuali colonne sono rinascimentali) e concluse da tre absidi semicircolari. La copertura dello spazio interno è a capriate nella navata centrale, mentre le navatelle presentano volte a crociera realizzate nel XVI secolo: nel 1573, poco prima dell'arrivo dei Cappuccini, il ripristino cinquecentesco la chiesa era quasi del tutto terminato, vi mancavano solo gli altari e la copertura di parte del tetto.
All'esterno la facciata mostra ancora il profilo romanico a linea spezzata, successivamente rialzato e ridotto a capanna, ed è preceduta da un portico.
Nel 1577 la chiesa fu affidata ai Frati Minori Cappuccini della Provincia Toscana, che erano stati chiamati dalla comunità di Castiglion Fiorentino qualche anno prima per aprire un loro convento in quelle zone. I frati si stabilirono subito nell'adiacente fabbricato, che anticamente era servito da casa del pievano, e, con l'aiuto dei castiglionesi, iniziarono l'edificazione del convento, che pochi anni dopo era già terminato. L'arrivo dei frati determinò l'adattamento dello spazio dell'antica pieve alle loro esigenze di culto: per ricavare il coro, destinato alla recita dell'ufficio divino, i frati murarono la prima campata verso l'abside, adattarono a sagrestia l'abside della navata destra, e ricavarono una scala per salire ai dormitori nell'abside della navata sinistra. La chiesa fu consacrata nel 1581 da mons. Stefano Bonucci, vescovo di Arezzo, e dedicata a S. Maria degli Angeli.